# Marcel Schatz
Pas d'image ? Cliquez ici
Marcel Schatz est un alpiniste et physicien français né le 30 mai 1922 à Paris et mort le 5 novembre 1987 à Vincennes. Il a été membre de l'expédition française à l'Annapurna de 1950, expédition ayant atteint pour la première fois un sommet de plus de 8 000 mètres.

## Biographie
Né le 30 mai 1922 à Paris, physicien de formation et alpiniste amateur, Marcel Schatz devient compagnon habituel de cordée de Jean Couzy, polytechnicien et alpiniste, à partir de leur rencontre en 1946. Il est membre du Groupe de haute montagne.
Alors qu'il dirige une usine de fabrication de vêtements, il est sélectionné avec son ami Jean Couzy pour participer à la deuxième expédition française en Himalaya de 1950. Cette expédition menée par Maurice Herzog, réussit la première ascension de l'Annapurna, premier des quatorze sommets de plus de huit mille mètres conquis. Alors que ses quatre compagnons (Maurice Herzog, Louis Lachenal, Gaston Rébuffat et Lionel Terray, dont certains ont déjà des membres gelés) tentent vainement de redescendre et s'épuisent dans le brouillard sans retrouver la trace, il les retrouve in extremis et les ramène au camp le plus proche.
Moins d'un an après cette expédition, Marcel Schatz abandonne l'alpinisme et se consacre à la physique, il participe à la mise au point de la première bombe atomique française.
Marcel Schatz meurt à Vincennes le 5 novembre 1987, âgé de 65 ans.